# Гараєв Абульфас Мурсал-огли
Абульфас Мурсал-огли Гара́єв (азерб. Əbülfəs Mürsəl oğlu Qarayev; 13 листопада 1956, Баку) — міністр культури Азербайджанської Республіки.

## Життєпис
Абульфас Гараєв народився 13 листопада 1956 року в місті Баку в сім'ї хірурга Мурсала Караєва, що був сином лікаря Абульфаза Караєва і братом композитора Кари Караєва.
1978 року закінчив Інститут іноземних мов. Цього ж року почав викладати в одній із середніх шкіл Саатлинського району.
Від 1978 до 1980 року служив у радянській армії.
Від 1985 до 1989 року був на різних посадах Нариманівського районного комітету Комуністичної партії.
Від 1989 до 1992 року навчався в аспірантурі Російської громадської Академії наук.
Від 1992 року обіймав посаду старшого викладача кафедри культурології Бакинського інституту соціального управління та політології (нині Академія державного управління при президентові Азербайджанської Республіки).
1993 року став комерційним директором «Improteks» LTD (Баку), а вже 1994 призначений міністром Молоді та спорту.
Від 1997 до 2006 року був першим віцепрезидентом Національного олімпійського комітету Азербайджану.
В період від 2001 до 2006 року був міністром Молоді, спорту та туризму країни.
30 січня 2006 року призначений міністром культури і туризму Азербайджанської Республіки.
Згідно з розпорядженням президента Азербайджанської Республіки від 11 листопада 2016 року Абульфаса Гараєва нагороджено орденом Слави.
23 квітня 2018 року призначений міністром культури Азербайджанської Республіки.

## Діяльність на міжнародній арені
Абульфас Гараєв є головою Організаційного комітету Всесвітнього форуму з міжкультурного діалогу, який проводиться з 2011 року в партнерстві з ЮНЕСКО, Альянсом цивілізацій ООН, СОТ, Радою Європи і ІСЕСКО. Від 2009 року є співголовою Міжурядової комісії зі співробітництва між Азербайджаном і Кубою.
Протягом строку повноважень міністра культури і туризму був головою 6-ї Ісламської конференції міністрів культури (2009—2011), очолював конференцію міністрів туризму ОВК (2006—2008), Постійну раду міністрів культури ТюрКСОЙ (2009), Міжурядовий комітет з нематеріальної культурної спадщини ЮНЕСКО (2013) і Раду з культурного співробітництва держав–учасників СНД.
Гараєв був головою організаційного комітету 7-го глобального форуму Організації Об'єднаних Націй «Альянс цивілізацій», що відбувся 25—27 квітня 2016 року в Баку.
Він також є президентом Генеральної конференції ІСЕСКО на 2015—2018 роки, а також головою Національної комісії ІСЕСКО. Є членом Виконавчої ради ВТО і заступником голови Національної комісії Азербайджану у справах ЮНЕСКО.

## Нагороди
- Орден «Слава» (11 листопада 2016 року) — за плідну діяльність у галузі розвитку азербайджанської культури[5].
- Орден «За службу Батьківщині»[ru] I ступеня (1 серпня 2019 року)[6].
- Орден «За заслуги» III ступеня (18 серпня 2009 року, Україна) — за вагомий особистий внесок у зміцнення міжнародного авторитету України, популяризацію її історичної спадщини і сучасних досягнень та з нагоди 18-ї річниці незалежності України[7].